# Federación Nacional de Trabajadores de la Tierra
La Federación Nacional de Trabajadores de la Tierra (FNTT) fue un sindicato socialista español del ámbito agrario-ganadero que formaba parte de la Unión General de Trabajadores (UGT), con una gran presencia en la España de los años 30. Su periódico era El Obrero de la Tierra.

## Historia
La FNTT quedó constituida como federación de la UGT en un congreso celebrado el 1 de junio de 1930. Era, pues, el resultado de la implantación del sindicalismo socialista en el medio rural español. En el congreso inaugural se adhirieron 46.639 jornaleros y campesinos con 275 secciones locales. El advenimiento de la Segunda República propició su expansión, convirtiéndose en la más importante organización española de trabajadores agrícolas, que ya sumaba 392.953 afiliados en 1932. Durante la década de los 30 se convertiría en la principal organización de la UGT.

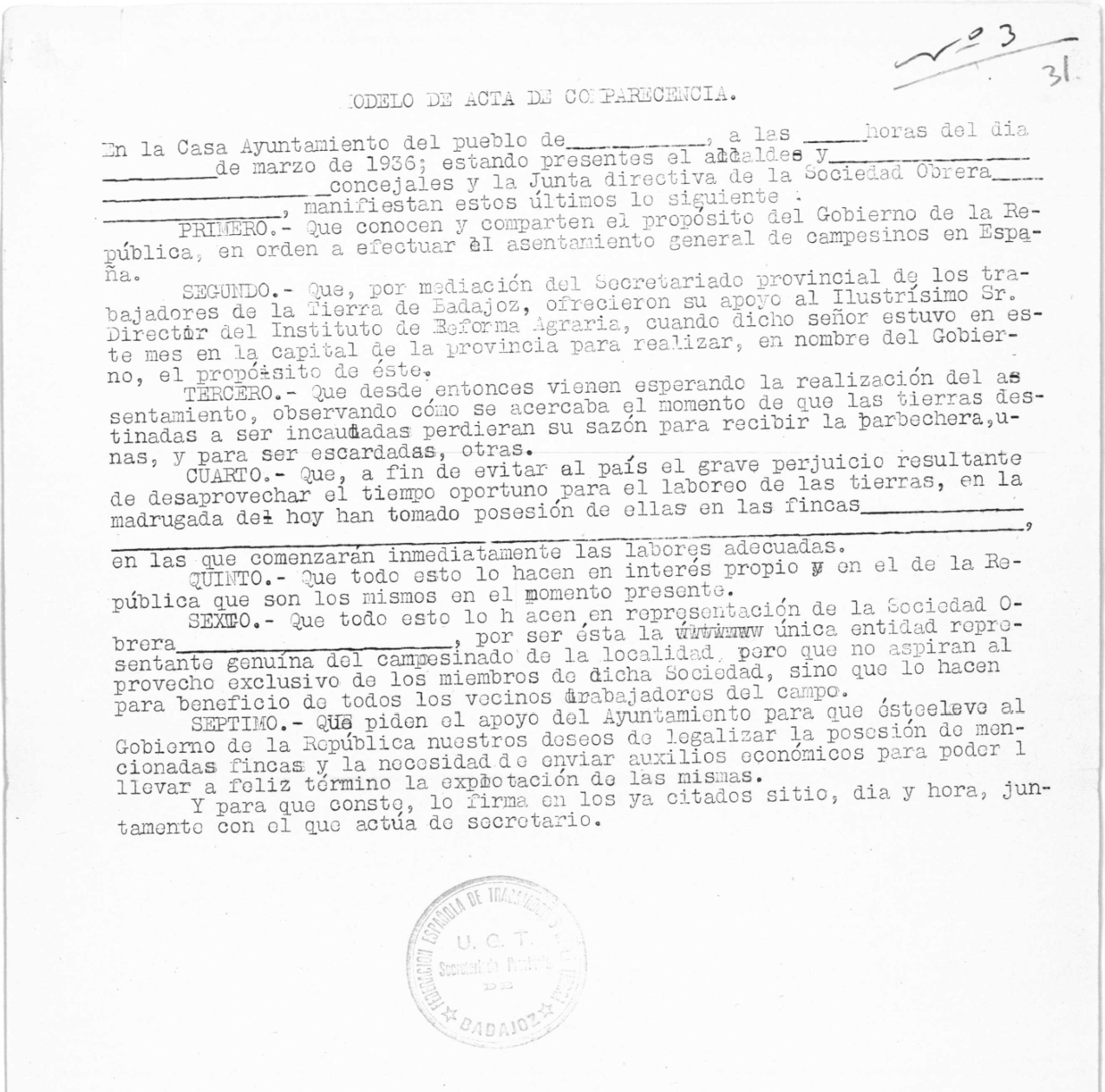
Modelo de acta de comparecencia, dada por la FETT a los campesinos de Extremadura, para llevar a cabo la ocupación de tierras el día 25 de marzo de 1935.

En diversas ocasiones a lo largo de la II República propulsó ocupaciones de tierras en distintos territorios. En 1934 cambió su nombre por el de Federación Española de Trabajadores de la Tierra (FETT). Al lograr el poder la coalición de centro-derecha en 1933, la ejecutiva ugetista, dirigida por Francisco Largo Caballero, evolucionó a una radicalización política, convocando en el sector campesino una huelga general en junio de 1934, días antes de la recolección. El movimiento huelguista, que en general fue reprimido duramente, se extendió a más de 1.500 municipios españoles durando más de una semana. Esto llevó a numerosas detenciones y al desmantelamiento de la Federación. 
Tras el triunfo del Frente Popular se produjo la reorganización de la FNTT. Tras la guerra civil española, la Federación se disuelve orgánicamente, resurgiendo con la Transición con la denominación de Federación de Trabajadores de la Tierra (FTT). El 9 de junio de 2001 se fusionó con la Federación de Alimentación, Bebidas y Tabacos, dando nacimiento a la Federación Agroalimentaria de UGT.